# Прва лига Југославије у кошарци 1983/84.
Прва лига Југославије у кошарци 1983/84. је било 40. првенство СФРЈ у кошарци. Титулу је освојила Цибона победом у мајсторици над Црвеном звездом поготком Миховила Накића 6 секунди пре краја утакмице за коначних 72:71.
Најбољи играч прошлогодишњег правак Шибенке Дражен Петровић је био на одслужењу војног рока.

## Табела
|     | Тим                   | Игр. | Поб. | Нер. | Изг. | П+   | П-   | П+/- | Бод |
| --- | --------------------- | ---- | ---- | ---- | ---- | ---- | ---- | ---- | --- |
| 1.  | Цибона Загреб         | 22   | 16   | 0    | 6    | 1958 | 1818 |      | 32  |
| 2.  | Црвена звезда Београд | 22   | 14   | 0    | 8    | 2063 | 1928 |      | 28  |
| 3.  | Задар                 | 22   | 13   | 0    | 9    | 2034 | 1956 |      | 26  |
| 4.  | Шибенка               | 22   | 13   | 0    | 9    | 1860 | 1859 |      | 26  |
| 5.  | Босна Сарајево        | 22   | 13   | 0    | 9    | 1980 | 1923 |      | 26  |
| 6.  | Борац Чачак           | 22   | 11   | 0    | 11   | 1918 | 1924 |      | 22  |
| 7.  | Партизан              | 22   | 10   | 0    | 12   | 1953 | 1973 |      | 20  |
| 8.  | Будућност             | 22   | 10   | 0    | 12   | 1747 | 1867 |      | 20  |
| 9.  | ИМТ Београд           | 22   | 9    | 0    | 13   | 1919 | 1938 |      | 18  |
| 10. | Југопластика          | 22   | 9    | 0    | 13   | 1828 | 1850 |      | 18  |
| 11. | Работнички            | 22   | 8    | 0    | 14   | 1873 | 1997 |      | 16  |
| 12. | Олимпија Љубљана      | 22   | 6    | 0    | 16   | 1867 | 1967 |      | 12  |

Легенда:

#### Финале
1. Цибона - Црвена звезда 78:76
2. Црвена звезда - Цибона 87:79
3. Цибона - Црвена звезда 72:71

## Састави екипа
| Екипа         | Играчи | Тренер           |
| ------------- | --- | ---------------- |
| Цибона        | Миховил Накић, Александар Петровић, Аднан Бечић, Зоран Чутура, Дамир Павличевић, Младен Цетиња, Андро Кнего, Бранко Вукићевић, Свен Ушић, Иво Накић, Рајко Господнетић, Фрањо Араповић, Јошко Вукичевић                                                                                | Мирко Новосел    |
| Црвена звезда | Раде Милосављевић, Зоран Стефановић, Слободан Николић, Александар Миливојша, Слободан Јанковић, Стеван Караџић, Предраг Богосављев, Зоран Радовић, Иво Петовић, Рајко Жижић, Бранко Ковачевић, Зуфер Авдија                                                                            | Ранко Жеравица   |
| Шибенка       | Срећко Јарић, Фабијан Журић, Бруно Петани, Милан Зечевић, Бранко Мацура, Предраг Шарић, Сретен Ђурић, Живко Љубојевић, Роберт Јаблан | Владе Ђуровић    |
| Партизан      | Горан Грбовић, Арсеније Пешић, Небојша Зоркић, Данко Цвјетичанин, Миленко Савовић, Небојша Букумировић, Александар Драгићевић, Бобан Петровић, Драган Живановић, Анте Караман, Мишко Марић, Милан Иванчевић, Небојша Лазаревић, Љубиша Јовановић, Александар Ђорђевић, Предраг Угринић | Борислав Џаковић |
| Босна         | Боро Вучевић, Анто Ђогић, Предраг Беначек, Един Пашић, Жељко Љољо, Драган Лукенда, Марио Приморац, Жарко Варајић, Емир Мутапчић, Сабахудин Билаловић, Сабит Хаџић, Мирољуб Митровић | Светислав Пешић  |
| Борац         | Жељко Обрадовић |                  |
| Будућност     | Никола Антић, Драган Ивановић, Веселин Шћепановић, Жарко Жуловић, Љубо Вујачић, Чедомир Мудреша, Душко Ивановић, Славенко Ракочевић, Јадран Вујачић, Горан Бојанић, Жарко Паспаљ, Лука Павићевић                                                                                       | Русмир Халиловић |
| Олимпија      | Богдан Блазник, Слободан Суботић, Спасоје Тодоровић, Славко Котник, Марјан Мржек, Златко Шантељ, Јанжек, Владо Мићуновић, Бојан Бродник, Душан Хауптман, Петер Вилфан | Јанез Дрварич    |